# Maggia
Maggia je obec ve švýcarském kantonu Ticino, okresu Vallemaggia. Žije zde přibližně 2 600 obyvatel.

## Geografie
Obec se nachází v dolní a střední části údolí Valle Maggia severozápadně od Locarna. Jednotlivé čtvrti se rozkládají po obou březích řeky Maggia.

## Historie

Maggia (1954)

Poprvé se obec uvádí v roce 1200 jako de madia, v roce 1225 jako Madiis a v roce 1270 jako Madia. Název se připisuje měsíci květnu (italsky Maggio).
První farní kostel v dolním údolí byl postaven ve vesnici Maggia a kolem roku 1000 se oddělil od kostela San Vittore v Muraltu. Z tohoto mateřského kostela vznikly v následujících staletích farnosti v regionu. V kapli Antrobio se nacházejí fresky z 15. století, které patří k nejstarším v údolí. Maggia byla až do poloviny 20. století charakteristická zemědělstvím, i když část obyvatel pracovala v lomech. Od 18. století docházelo k silné migraci do Itálie a později do zámoří. V letech 1907–1965 byla obec obsluhována železniční tratí Locarno–Bignasco. Obytná čtvrť se zpočátku seskupovala kolem centra (Casa Martinelli ze 17. století, dříve školní budova, poté domov důchodců). S růstem počtu obyvatel, který přineslo hospodářské centrum Locarna, se rozšířila směrem k polím a grottám (kamenným stavbám ve svazích). V letech 1977–1978 bylo v Aurigeně vybudováno školní středisko dolního údolí Maggia. Sloučení s okolními obcemi v roce 2004 ještě více posílilo funkci obce Maggia jako regionálního centra.
Současná politická obec Maggia vznikla 4. dubna 2004 sloučením bývalých obcí Aurigeno, Coglio, Giumaglio, Lodano, Maggia, Moghegno a Someo.

## Obyvatelstvo
| Rok            | 1591 | 1709 | 1801 | 1850 | 1900 | 1950 | 1970 | 1980 | 1990 | 2000 | 2010 | 2020 |
| Počet obyvatel | 420  | 530  | 414  | 641  | 340  | 450  | 1464 | 1687 | 2067 | 2539 | 2603 | 2611 |

## Doprava
Většina vesnic (místních částí) v obci je obsluhována autobusovou linkou 315 FART Locarno – Bignasco – Cavergno. Ty leží na hlavní silnici z Locarna přes údolí Valle Maggia.

## Osobnosti
- Friedrich Glauser (1896–1938), švýcarský spisovatel, pobýval v obci Maggia